# Ambulatorium
Et ambulatorium (fra latin ambulatorius  som betyder den omkringvandrende) er et behandlingssted for patienter, som ikke er indlagt på eksempelvis et hospital. Som oftest ligger ambulatorier i forbindelse med sygehuse. Ambulatorier bruges både til forundersøgelser og efterbehandling. Det kaldes ambulant behandling, når patienten er hjemme om natten.
Normalt får man henvisning til et ambulatorium, men åbne ambulatorier, hvor patienterne selv kan opsøge stedet findes også.